# Norris Brock
Norris Brock, ameriški fotograf in režiser poljudnoznanstvenih filmov.
Brock je postal znan leta 1978, ko je sodeloval pri Heyerdahlovi ekspediciji po reki Tigris leta 1978, kjer je sodeloval kot fotograf. Kasneje se je posvetil dokumentarnemu in poljudnoznanstvenemu filmu in sodeloval z National Geographicom, za katerega je tudi fotografiral.